# Estação Bezymianka
Bezymianka (em russo:  Безымянка) é uma das estações da Linha 1 do Metro de Samara, na Rússia. A estação «Bezymianka» está localizada entre as estações «Kirovskaia» e «Pobeda».